# Mika Lipponen
Mika Lipponen (Kaarina, 9 maggio 1964) è un ex calciatore finlandese, di ruolo attaccante.

## Carriera

### Club
Ha trascorso la sua carriera tra Finlandia e Olanda, tranne una piccola parentesi in Spagna.

### Nazionale
Lipponen conta 47 presenze e 11 goal per la Finlandia.